# B' Katīgoria 1953-1954
La B' Katīgoria 1953-1954 fu la 1ª edizione della B' Katīgoria; vide la vittoria finale dell'Arīs Limassol.

## Formula
Le squadre partecipanti erano divisi in due gruppi, su base geografica. Del girone dei distretti di Nicosia, Larnaca e Famagosta è nota la classifica finale, dell'altro solo i partecipanti e il vincitore.
Ogni squadra incontrava le altre in gare di andata e ritorno; furono assegnati due punti in caso di vittoria, uno in caso di pareggio e zero in caso di sconfitta.
I vincitori dei due gironi erano ammessi alla finale play-off che prevedeva andate e ritorno: il vincitore era ammesso alla A' Katīgoria 1954-1955.

## Girone 1
Squadre che rappresentano città dei seguenti distretti: Nicosia, Larnaca e Famagosta.

### Squadre partecipanti
| Club              | Città     | Stadio             |
| ----------------- | --------- | ------------------ |
| Demi Spor Larnaca | Larnaca   | Vecchio Stadio GSZ |
| Gençlik Gücü      | Nicosia   | Vecchio Stadio GSP |
| Mağusa Türk Gücü  | Famagosta | Stadio GSE         |
| Nea Salamis       | Famagosta | Stadio GSE         |

### Classifica finale
|  | Pos. | Squadra           | Pt | G | V | N | P | GF | GS | DR  |
|  | ---- | ----------------- | -- | - | - | - | - | -- | -- | --- |
|  | 1.   | Demi Spor Larnaca | 11 | 6 | 5 | 1 | 0 | 31 | 8  | +23 |
|  | 2.   | Nea Salamis       | 9  | 6 | 4 | 1 | 1 | 23 | 11 | +12 |
|  | 3.   | Gençlik Gücü      | 4  | 6 | 2 | 0 | 4 | 13 | 23 | -10 |
|  | 4.   | Mağusa Türk Gücü  | 0  | 6 | 0 | 0 | 6 | 5  | 30 | -25 |

#### Verdetti
- Demi Spor Larnaca ammesso ai play-off.

## Girone 2
Squadre che rappresentano città dei seguenti distretti: Kyrenia e Pafo; sono noti i partecipanti e il vincitore.

### Squadre partecipanti
| Club                 | Città    | Stadio     |
| -------------------- | -------- | ---------- |
| Antaeus Limassol     | Limassol | Stadio GSO |
| APOP Paphou          | Pafo     | Stadio GSK |
| Arīs Limassol        | Limassol | Stadio GSO |
| Doğan Türk           | Limassol | Stadio GSO |
| Panellinios Limassol | Limassol | Stadio GSO |

#### Verdetti
- Arīs Limassol ammesso ai play-off

## Spareggio promozione
| Squadra 1     | Totale | Squadra 2         | Andata | Ritorno |
| ------------- | ------ | ----------------- | ------ | ------- |
| Arīs Limassol | 6 - 5  | Demi Spor Larnaca | 3 - 2  | 3 - 3   |

### Verdetti
- Aris Limassol promosso in A' Katīgoria.